# Књига о судијама
Књига о судијама (хебр. ספר שופטים, грч. Κριται) је седма књига Старог завета.

## Појам
Појам судија долази од корена јеврејске речи sh-p-t, односно šofet (множ. šofetim). Сам појам подсећа на политичку власт управљања коју срећемо у Марију, Ебли и Уграиту. Коришћење овог појма када су у питању личности које се спомињу у овој књизи не би требало да повезујемо са судском влашћу, зато што су судије народне вође, које је Бог позвао да избаве народ.

## Време владавине судија
Постоји проблематика владања судија. Наиме, када би смо сабрали све време владања судија, добили би смо збир од 410 година. Јако је мала вероватноћа да је владавина судија трајала оволико дуго. У књизи о судијама, бројеви имају симболичан карактер. Број 20 означава лошу и кратку владавину, број 40 означава осредњу владавину и број 80 означава добру и дугу владавину. Постоје ванбиблијски подаци који нам говоре да се освајање Ханана могло догодити крајем 13. века. Може се рећи да је владавина судија могла да траје век, до век и по.

## Теолошка порука
Пре свега ово је теолошка књига, која говори о односу Бога и Израила. Видимо цикличност у тексту, тиме што Израил отпада од Јахвеа, а Јахве их даје у руке суседном народу, када се покају Јахве подиже судију који избавља јеврејски народ и тако у круг. Казна долази као последица отпадништва од Бога, а покајање води у избављење. Реалистично је представљена људска потреба обраћања Богу само у невољи.